# Edgware
Edgware (/ˈɛdʒwɛər/) é uma cidade suburbana no norte de Londres, principalmente no distrito de Londres de  Barnet, mas com uma pequena parte caindo em  Harrow.  Edgware está centrado 9,5 milhas (15,3 km) norte-noroeste de Charing Cross e tem seu próprio centro comercial. Edgware tem um caráter geralmente suburbano, típico da periferia rural-urbana. Era uma antiga paróquia no condado de Middlesex diretamente a leste da antiga Watling Street, e dá seu nome à atual Edgware Road que vai do centro de Londres em direção a cidade. A comunidade se beneficia de alguma floresta elevada em uma crista alta marcando a fronteira de cascalho e areia Hertfordshire. Inclui as áreas de Burnt Oak,
| 1881                        | 816   |
| 1891                        | 864   |
| 1901                        | 868   |
| 1911                        | 1,233 |
| 1921                        | 1,516 |
| Absorbed by Hendon parish ► |       |
| Referencia: UK census       |       |

Hendon era historicamente uma freguesia civil em  cem of Gore, condado de Middlesex. A mansão é descrita em Domesday (1087), mas o nome 'Hendun' - que significa 'na colina mais alta' - é de origem anterior. Evidências de assentamento romano foram descobertas por membros da Hendon and District Archaeological Society e outros; um enterro de urna de uma criança sem cabeça foi encontrado em Sunny Hill Park.

### Origem e história pre-industrial
A história inicial da Edgware é  inferida a partir de seu nome de local saxão e variantes registradas. Significa "açude Ecgi". Ecgi é um nome  saxões e o açude está relacionado a um lago onde seu povo pescava. Um registro legal de 1422 menciona "Eggeswer", em Middlesex, que, sendo em latim, pode ter sido escrito deliberadamente usando uma forma mais antiga de grafia.  Ao longo de muitos anos, o nome lentamente se tornou Edgware, e Ecgi como indivíduo há muito foi esquecido. Em 1489, e no início do período Tudor, aqueles que escreveram o nome adicionaram o "d" e era Edggeware. A mansão não aparece na pesquisa  Domesday, nem nunca houve uma mansão como tal. Mas seu centro tradicionalmente sempre foi Edgwarebury Farm desde pelo menos 1216. James Brydges, primeiro duque de Chandos ergueu um  palácio no Cannons Park por volta de 1713 por £ 250.000 (
) e foi de longe o residente mais rico em sua história anterior ao século XX. A antiga paróquia servida pela igreja de St Margaret era maior que a mansão e incluía partes de Elstree no norte, mas não terras ao sul de Deans Brook e Edgware Brook, ou Little Stanmore paróquia a oeste de  Edgware Road marcando o limite tradicional mais longo de Edgware. A área de Edgware foi pouco alterada e estava na década de 1930 3,26 milha quadradas (8,4 km2). 